# Doina și Ion Aldea-Teodorovici

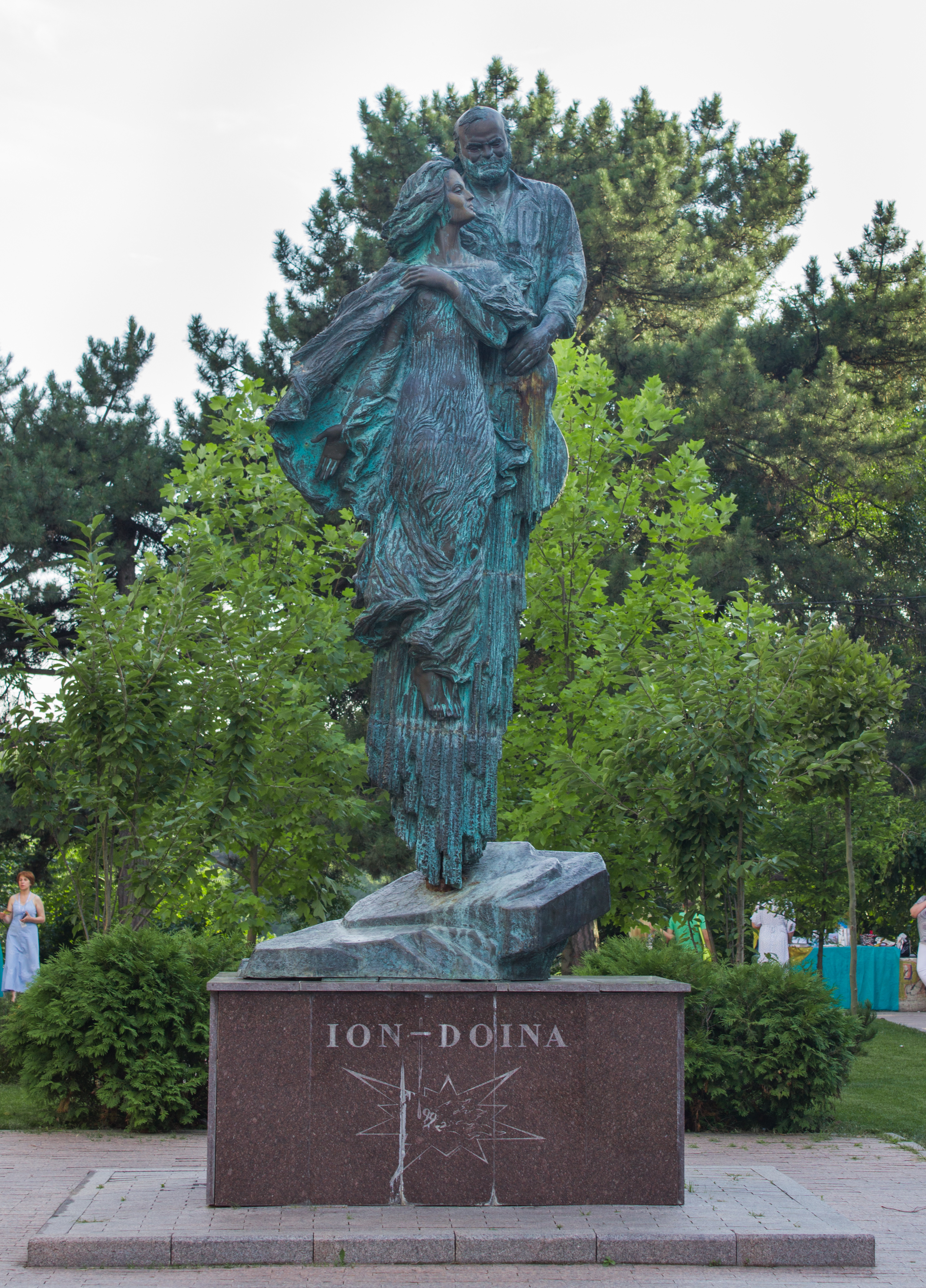
Monumentul „Două inimi gemene” din parcul Valea Morilor.

Doina și Ion Aldea Teodorovici au fost un duet muzical (soție și soț), din RSS Moldovenească (ulterior Republica Moldova). 
Formația s-a destrămat în anul 1992, când cei doi au decedat într-un accident rutier lângă Coșereni. În prezent, există un monument dedicat lor atât acolo, cât și în Chișinău.
Aceștia au militat pentru Unirea Republicii Moldova cu România.